# Інститут Св. Петра Могили
Інститу́т св. Петра́ Моги́ли (англ. St. Petro Mohyla Institute) — українська православна установа, заснована 1916 року у місті Саскатун з метою задоволення освітніх запитів дітей українських емігрантів та їх нащадків. Інститут — студентський гуртожиток і культурний центр для україноканадської студіюючої молоді.

## Мета
Інститут св. Петра Могили служить тимчасовим «домом-поза-домом» для українського студенства Саскачевану та з-поза цієї провінції, поки студенти-українці відвідують саскатунські університет, бізнес-коледж чи технічну школу. Новий будинок інституту відкрито 14 серпня 1965 року.